# Moïse Tshombe
Moïse Tshombe (født 10. november 1919 i Belgisk Congo, død 29. juni 1969 i eksil i Algeriet) var en congolesisk politiker. Han var leder af Katangarebellene, blev valgt til præsident for Katangas selvstændighedsregering, og det forenede Congos regeringschef 1964-1965.

## Biografi
Tshombe gik i missionsskole, og var derefter forretningsmand i Elisabethville, som dengang lå i Belgiens koloni Congo. Da landet blev erklæret selvstændigt i 1960, udbrød der anarki og mytteri, og belgierne, som stod for den statslige forvaltning, flygtede fra landet på grund af urolighederne. I denne situation erklærede Tshombe provinsen Katanga som en selvstændig stat. Han blev valgt som Katangas præsident. Det var Tshombe, som FNs generalsekretær, Dag Hammarskjöld, var på vej til at afholde møde med, da det svenske Transair-fly med ham og en række FN-ansatte om bord havarerede udenfor Ndola i Zambia den 17. september 1961.
Dette var optakten til det, som er kendt som Congokrisen. I 1963 blev oprørsstyrkerne nedkæmpet af FN. Congo blev samlet, og Tshombe gik i eksil.
Året efter, i 1964, faldt Cyrille Adoulas regering, og præsident Joseph Kasavubu tilkaldte Tshombe, for at denne skulle danne en ny samlingsregering bestående af de stridende parter for at tvinge dem til samarbejde. Tshombe var leder af det parti, han havde stiftet, CONACO, en sammenslutning af 49 partier. Landets økonomi havde efter bruddet med Belgien været gennem en alvorlig krise og under Tshombe gik Congo bankerot. Efter et valg i 1965, som blev anset for manipuleret, kom det på ny til stridigheder mellem de forskellige fraktioner i regeringen. Tshombe fængslede sin modstander Bomboko, men blev i oktober 1965 selv afskediget af præsident Kasavubu, der selv samme år blev afsat af general Mobutu Sésé Séko (1930-1997).
Nok en gang gik Tshombe i eksil. Han rejste til Spanien, men blev i 1967 kidnappet og ført til Algeriet. Congo krævede, at Houari Boumedienne skulle udlevere Tshombe, således at denne kunne stilles for retten tiltalt for højforræderi. Tshombe døde i Algeriet i 1969, kort efter at landets højesteret havde godkendt udleveringen, som Houari Boumédiènne dog trak i langdrag.